# آلة وترية

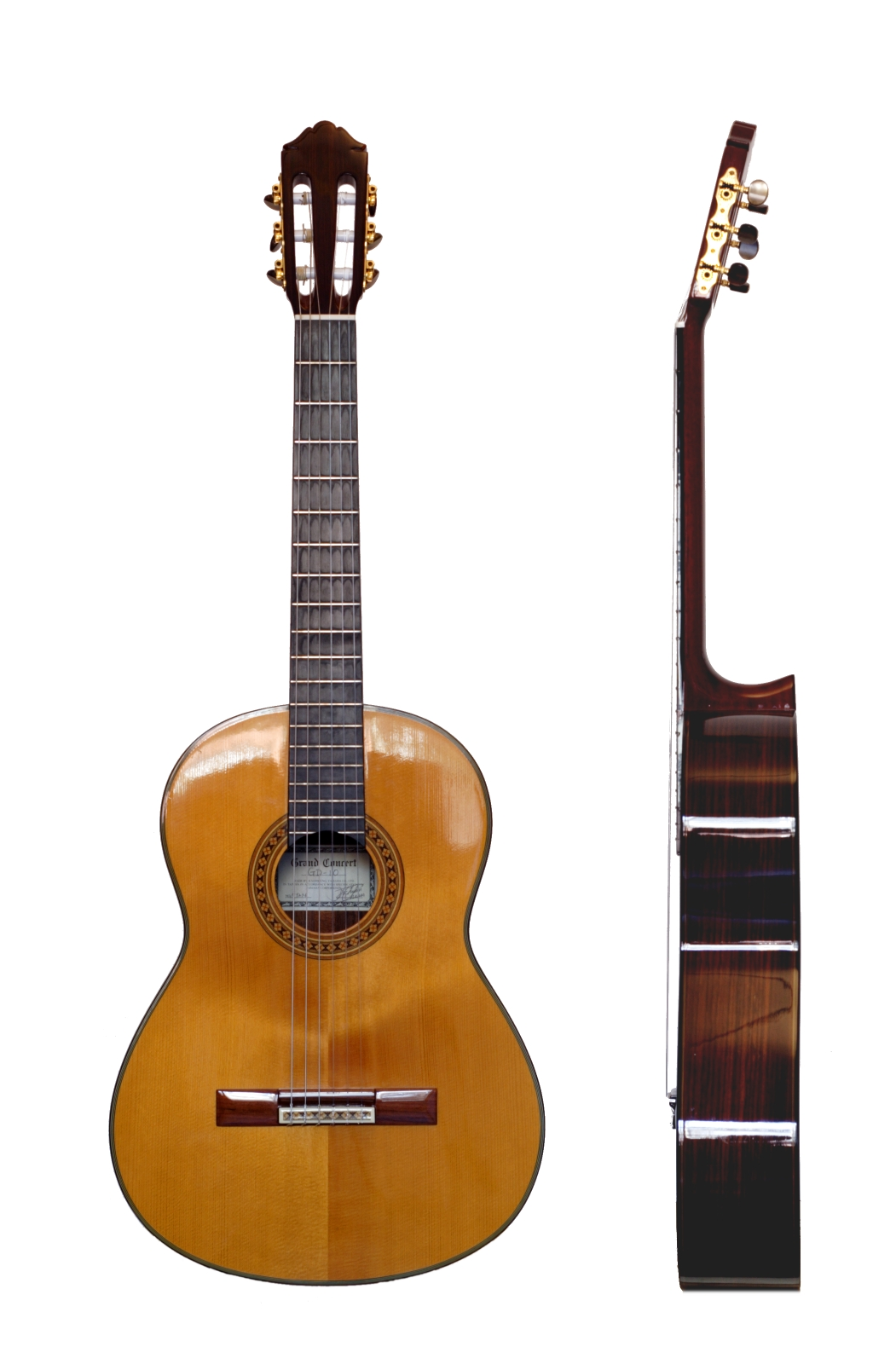
قيطارة

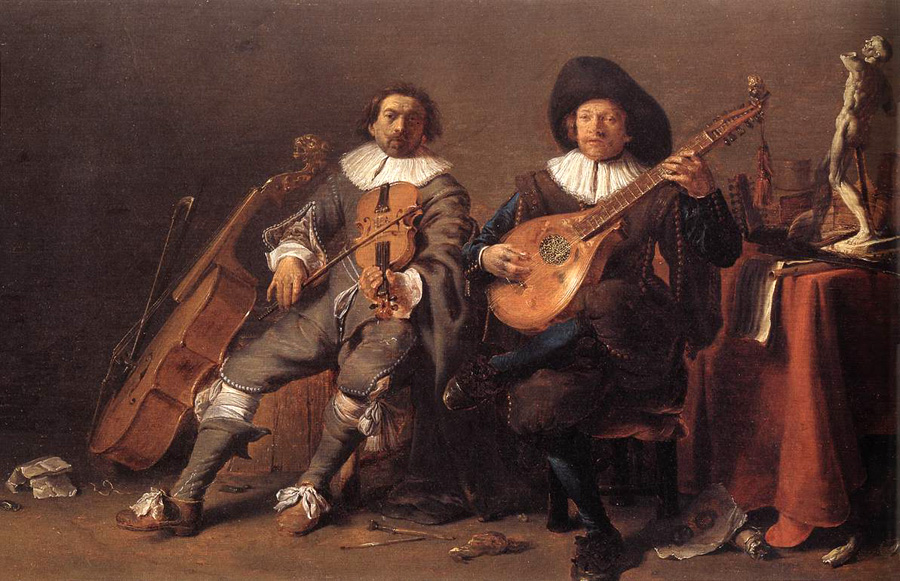
آلات ثلاثية الأوتار (القرن 17)

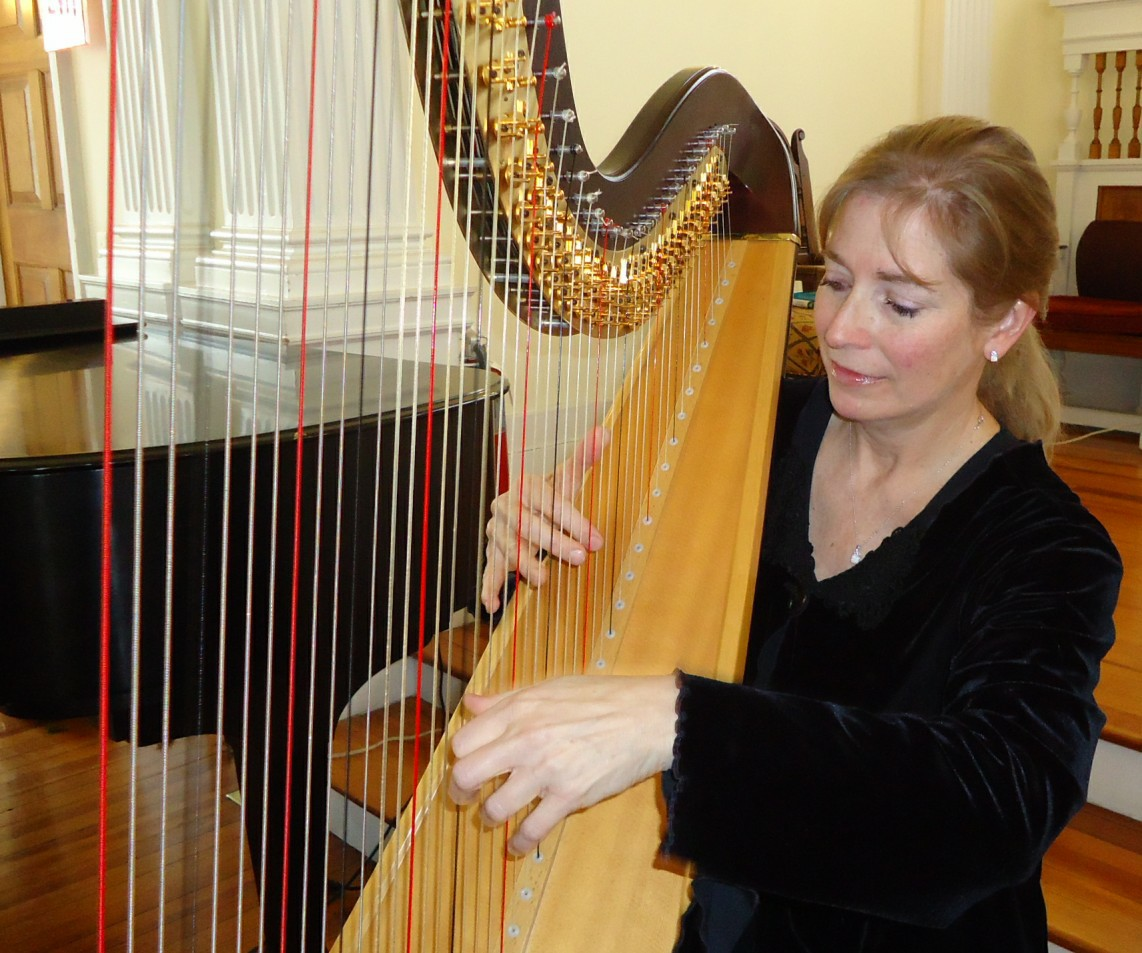
عازفة القيثار الأمريكية إلين كريستي تعزف بكلتا يديها من جهتي القيثار. القيثار آلة وترية يحتوي على أوتار بارزة.

الآلات الوترية وتعرف أيضاً بـ الكوردوفون (بالإنجليزية: chordophone)‏ هي الآلات الموسيقية التي تعتمد على الأوتار المشدودة بين نقطتين ثابتتين لتوليد الأصوات. وهي واحدة من التقسيمات الأربع الرئيسية للآلات في نظام هورنبوستيل-ساكس الأصلي لتصنيف الآلات الموسيقية.

## نظام هورنبوستيل-ساكس
يقسم نظام هورنبوستيل-ساكس الآلات الوترية إلى مجموعتين أساسيتين: آلات لا يمثل فيها العضو الرنان جزءا رئيسيا في الآلة (تملك عدد التصنيف 31، وتعرف أيضا بالبسيطة)؛ وآلات تتوفر على عضو رنان (تملك عدد التصنيف 32، وتعرف أيضا بالمركبة). تنتمي أغلب الآلات الغربية للمجموعة الثانية، لكن البيانو والهاربسكورد ينتميان للأولى. تتمثل معايير هورنبوستيل-ساكس لتحديد المجموعة الفرعية التي تنتمي إليها آلة معينة في إمكانية نزع العضو الرنان من الآلة دون تدميرها، فتعتبر في تصنيف 31. قد تبدو فكرة نزع إطار البيانو الذي يلعب دور العصو الرنان دون تدمير الآلة غريبة، لكن إذا أخرجت أوتار البيانو وآلية ضربها من الصندوق فسيظل عزفها ممكنا. هذا ليس صحيحا بالنسبة للكمان، لأن الأوتار تمر فوق جسر موجود على الصندوق الرنان، ولذلك نزع الجزء الرنان يؤدي إلى فقدان الأوتار لتوترها.
قسم كورت ساكس الآلات الوترية إلى أربع تصنيفات هي «الزيثيرات، العوديات، السمسميات والقيثار»:
- تتضمن الزيثيرات زيثيرات العصا مثل القوس الموسيقي، زيثيرات الأنبوب الي تحتوي على أنبوب يلعب دور رنان مثل الفاليها، زيثيرات اللوح مثل الكلافيكورد والبيانو والدولسيمير، والزيثرات الطويلة (مزيج بين زيثيرات الأنبوب واللوح) وتتضمن عائلتي سي وغوتشينغ.
- العوديات هي آلات موسيقية وترية تحتوي على جسم و «عنق يلعب دور كل من مقبض ووسيلة لتمديد الأوتار لتتجاوز الجسم».[3] لا تتضمن عائلة العوديات آلات عودية منقورة قصيرة العنق فقط مثل اللوت، العود، البيبا، الغيتار، السيتول، الغيترن، الماندور، الروباب، والقنبوس وآلات عودية منقورة طويلة العنق مثل الطنبورة، السورابات، الباغلاما، البوزوكي، الفينا، الثيوربو، الأرتشلوت، الباندورا، السيتار، السه تار، لكنه يتضمن أيضا آلات وترية ذات قوس مثل طمبور يايلي، الربابة، الأرهو، وعائلة الكمان وكمان الساق جلها.[3]
- تتوفر السمسمية على ذراعين يربط بينهما «نير» أو عصا بينية، وأوتار بين العصا البينية والسطح الذي تهتز عليه الأوتار.[2] يقسم ساكس السمسميات إلى سمسميات الصندوق مثل الكيثارا اليونانية وسمسميات الوعاء المقعر التي تتضمن وعاء مقعر في جانبها مع سطح جلدي تهتز عليه الأوتار.[2]
- القيثار الذي يتضمن أوتارا عمودية على سطح اهتزاز الأوتار.[2]

ينتمي ما يعتبره العديدون آلات وترية لصنف الآلات الوترية. الكمان، الغيتار، الالسمسمية، والقيثار أمثلة على ذلك. لكن الكلمة تضم أيضا آلات قد يتردد العديد في تسميتها آلات وترية، مثل القوس الموسيقي وال بيانو (والذي بالرغم من الإشارة إليه بالآلة وترية أحيانا، يعتبر أيضا آلة مفاتيح وآلة إيقاعية).
تتوفر الآلات الوترية الكهربائية عادة على لاقط كهرومغناطيسي ينتج إشارة يمكن تضخيمها. الغيتار الكهربائي هو أكثر الأمثلة شيوعا، لكن عدة آلات وترية أخرى مثل المندولين والكمان تستعمل لاقطات.

## مبدأ عمل الآلات الوترية
عندما يتم العزف على آلة وترية تهتز الأوتار وتتفاعل مع بعضها. عادة ما يوجد شيء يجعل الصوت يرن، مثل جسم الغيتار أو الكمان. تتحرك الأوتار عن طريق النقر (مثل القيثار) أو الاحتكاك السريع (مثل الغيتار) أو الملامسة بقوس (مثل الكمان والتشيلو والكمان الأجهر) أو بالضرب (مثل البيانو والباريمباو). من ببن الآلات الوترية الشائعة البانجو، التشيلو، الكمان الأجهر، الدولسيمير، الغيتار، القيثار، اللوت، البيانو، السيتار، الأكلال، الكمان المتوسط والكمان.

## الأصل والتطور
يمثل نقش عمره 3300 سنة لشاعر حيثي يعزف على آلة وترية أقدم تمثيل أيقوني لآلة وترية، كما تبين لوحات طينية من بلاد بابل أناسا يعزفون على آلة تشبه بشكل كبير الغيتار، مما قد يدل على أصل بابلي للغيتار.

## الآلات الوترية
تضم هذه المجموعة العديد من الآلات متشابهة في الشكل، ولكنها مختلفة في الحجم. ويشد على كل منها أربعة أوتار تختلف من حيث السُمك، وبالتالي فهي تختلف في الطبقة الصوتية التي تُصدرها. والآلات الوترية تكون أكبر آلات الأوركسترا عدداً. والآلات الأربع التي تتكون منها مجموعة الآلات الوترية في الأوركسترا هي:

### الكمان
وصلت آلة الكمان إلى شكلها المعروف حاليا على عائلات: أماتى (Amati) وستراديقارى (Stradivari) وجوارنيرى (Guarneri) في إيطاليا خلال القرن السابع عشر وأوائل القرن الثامن عشر واستقر شكلها منذ ذلك الحين. وتُصنع آلة الكمان من تسعه وسبعين قطعة منفصلة على الأقل، ويُشد عليها أربعة أوتار مختلفة السمك، وتصدر النغمات عندما يمرر العازف القوس على أوتار الكمان، كما أن العزف قد يحنى القوس جانبا، ويعزف الأوتار باصبعه فيما يعرف باعزف نبراً (Pizzicato). وأحيانا يطلب المؤلف الموسيقى من العازف أن يستخدم كاتم الصوت (Sordino)، وهي قطعة من الخشب أو المعدن أو المطاط، تشبه المشط وتثبت على الفرس -وهي قطعة الخشب المستعرضة الموجودة على صدر آلة الكمان والتي تشد عليها الأوتار، فيخفت الصوت، ويتغير لون النغمات الصادرة منها. وآلة الكمان هي أكثر الآلات الموسيقية المحببة إلى كل نفس، لاقترابها من طبيعة الصوت البشري.
وفي الأوركسترا تقسم آلات الكمان إلى مجموعتين: مجموعة آلات الكمان الأولى، ومجموعة آلات الكمان الثانية.

### كمان متوسط
وهي تشبه آلة الكمان تماما، وتعزف بنفس طريقتها، غير أنها أكبر قليلا في الحجم وأطول حوالي 7 سم، يبلغ طولها 43 سم تقريبا، وبالتالي فهي أغلظ في الصوت. وقد بدأ استخدام آلة الكمان المتوسط في أواخر القرن السابع عشر الميلادي.

### كمان جهير(Cello)
وهي أكبر من آلة الكمان المتوسط، فالعازف يمسكه بين فخذيه وهو جالس، وقوس الكمان الجهير أقصر وأكثر سمكا من قوس كل من الكمان والكمان المتوسط.
أصبح الكمان الجهير من الآلات المحببة منذ القرن السابع عشر، ويسند لها المؤلفون عادة أدوار بارزة سواء كآلة منفردة أو عندما تعزف في مجموعة.

### كمان أجهر
آلة ضخمة الصندوق المصوت، لذا يضطر عازفها أن يظل واقفا، وفي التدريبات الطويلة يجلس العازف على كرسى مرتفع. وصوت آلة الكونتراباص غليظ وأجش، وهو يمثل مع باقي الآلات الغليظة الصوت في المجموعات الأخرى في الأوركسترا، الأساس الذي يبنى عليه الصرح النغمى للموسيقى. وتعزف آلة الكونتراباص نبراً (Pizzicato) بالإضافة إلى استخدامها على النحو في أداء موسيقى الجاز والموسيقى العربية.

## طالع أيضًا
- قوس (موسيقى)